# Saxifraga halmicola
Saxifraga halmicola là một loài thực vật có hoa trong họ Saxifragaceae. Loài này được (A. Nelson ex Small) Fedde miêu tả khoa học đầu tiên năm 1905.